# تيودور هانش
تيودور وولفغانغ هانش (بالألمانية: Theodor Hänsch) (30 أكتوبر 1941) هو فيزيائي ألماني ولد في هايدلبرغ، ألمانيا. استلم ربع جائزة نوبل في الفيزياء لعام 2005 عن مشاركته في تطوير مطياف دقيق يعتمد على الليزر بالاشتراك مع جون هول، وروي ج. غلاوبر.
ومن إنجازات هانش تمكنه من تبريد الذرات بواسطة الليزر حتى درجة الصفر تقريباً.
ويعتبر تمكنه من قياس ترددات الضوء بشكل دقيق للغاية السبب الذي أدى إلى فوزه بجائزة نوبل عام 2005.
يعمل هانش حالياً كمدير لمعهد ماكس بلانك للبصريات الكمية وبروفيسور في الفيزياء التجريبية والمطيافية الليزرية في جامعة لودفيغ ماكسميلانز في ميونخ، بافاريا، ألمانيا.
عمل هانش كبروفسور في جامعة ستانفورد، كاليفورنيا بين 1975 إلى 1986.
تسلم أحد طلابه وهو كارل فيمان جائزة نوبل للفيزياء في عام 2001 قبل أستاذه.

## وصلات خارجية
- تيودور هانش على موقع الموسوعة البريطانية (الإنجليزية)
- تيودور هانش على موقع مونزينجر (الألمانية)
- تيودور هانش على موقع إن إن دي بي (الإنجليزية)
- جائزة نوبل للفيزياء عام 2005
- معهد ماكس بلانك للبصريات الكوانتية